# 73e cérémonie des Primetime Emmy Awards
La 73e cérémonie des Primetime Emmy Awards (ou « Emmys »), organisé par l'Academy of Television Arts and Sciences, se déroule le 19 septembre 2021 et récompense les meilleurs programmes télévisés diffusés en primetime au cours de la saison 2020-2021 (du 1er juin 2020 au 31 mai 2021) sur les réseaux publics et câblés américains. 
La liste des nommés a été publiée le 13 juillet 2021.

## Présentateurs et intervenants
L'émission est présentée par Cédric the Entertainer.

## Palmarès

### Séries dramatiques

#### Meilleure série télévisée dramatique
- The Crown
  - La Chronique des Bridgerton
  - Lovecraft Country
  - Pose
  - The Boys
  - The Handmaid's Tale : La Servante écarlate
  - The Mandalorian
  - This Is Us

#### Meilleur acteur
- Josh O'Connor pour le rôle du Prince Charles dans The Crown
  - Sterling K. Brown pour le rôle de Randall Pearson dans This Is Us
  - Jonathan Majors pour le rôle d'Atticus Freeman dans Lovecraft Country
  - Regé-Jean Page pour le rôle de Simon Basset dans La Chronique des Bridgerton
  - Billy Porter pour le rôle de Pray Tell dans Pose
  - Matthew Rhys pour le rôle de Perry Mason dans Perry Mason

#### Meilleure actrice
- Olivia Colman pour le rôle de la reine Élisabeth II dans The Crown
  - Uzo Aduba pour le rôle de Dr Brooke Taylor dans En analyse
  - Emma Corrin pour le rôle de la Princesse Diana dans The Crown
  - Elisabeth Moss pour le rôle de June dans The Handmaid's Tale : La Servante écarlate
  - Mj Rodriguez pour le rôle de Blanca Rodriguez dans Pose
  - Jurnee Smollett pour le rôle de Letitia Lewis dans Lovecraft Country

#### Meilleur acteur dans un second rôle
- Tobias Menzies pour le rôle du Prince Philip dans The Crown
  - Giancarlo Esposito pour le rôle de Moff Gideon dans The Mandalorian
  - O. T. Fagbenle pour le rôle de Luke dans The Handmaid's Tale : La Servante écarlate
  - John Lithgow pour le rôle d'E.B. Jonathan dans Perry Mason
  - Max Minghella pour le rôle du Commandant Nick Blaine dans The Handmaid's Tale : La Servante écarlate
  - Chris Sullivan pour le rôle de Toby Damon dans This Is Us
  - Bradley Whitford pour le rôle du Commandant Joseph Lawrence dans The Handmaid's Tale : La Servante écarlate
  - Michael K. Williams pour le rôle de Montrose Freeman dans Lovecraft Country

#### Meilleure actrice dans un second rôle
- Gillian Anderson pour le rôle de Margaret Thatcher dans The Crown
  - Madeline Brewer pour le rôle de Janine dans The Handmaid's Tale : La Servante écarlate
  - Helena Bonham Carter pour le rôle de la Princesse Margaret dans The Crown
  - Ann Dowd pour le rôle de Tante Lydia dans The Handmaid's Tale : La Servante écarlate
  - Aunjanue Ellis pour le rôle d'Hippolyta Freeman dans Lovecraft Country
  - Emerald Fennell pour le rôle de Camilla Parker-Bowles dans The Crown
  - Yvonne Strahovski pour le rôle de Serena Joy Waterford dans The Handmaid's Tale : La Servante écarlate
  - Samira Wiley pour le rôle de Moira dans The Handmaid's Tale : La Servante écarlate

#### Meilleur acteur invité
- Courtney B. Vance pour le rôle de George Freeman dans Lovecraft Country
  - Don Cheadle pour le rôle de James Rhodes / War Machine dans Falcon et le Soldat de l'hiver
  - Charles Dance pour le rôle de Lord Mountbatten dans The Crown
  - Timothy Olyphant pour le rôle de Cobb Vanth dans The Mandalorian
  - Carl Weathers pour le rôle de Greef Karga dans The Mandalorian

#### Meilleure actrice invitée
- Claire Foy pour le rôle de la reine Élisabeth II dans The Crown
  - Alexis Bledel pour le rôle d'Emily dans The Handmaid's Tale : La Servante écarlate
  - Mckenna Grace pour le rôle d'Esther Keyes dans The Handmaid's Tale : La Servante écarlate
  - Sophie Okonedo pour le rôle de Charlotte Wells dans Ratched
  - Phylicia Rashād pour le rôle de Carol « Mama C » Clarke dans This Is Us

#### Meilleure réalisation
- Jessica Hobbs pour l'épisode Guerre dans The Crown
  - Julie Anne Robinson pour l'épisode Un diamant de la première eau dans La Chronique des Bridgerton
  - Steven Canals pour l'épisode Le Défi dans Pose
  - Benjamin Caron pour l'épisode Conte de fées dans The Crown
  - Liz Garbus pour l'épisode Témoins dans The Handmaid's Tale : La Servante écarlate
  - Jon Favreau pour l'épisode Chapitre 9 : Le Marshal dans The Mandalorian

#### Meilleur scénario
- Peter Morgan pour l'épisode Guerre dans The Crown
  - Misha Green pour l'épisode Coucher de soleil dans Lovecraft Country
  - Ryan Murphy, Brad Falchuk, Steven Canals, Janet Mock et Our Lady J pour l'épisode Le Défi dans Pose
  - Rebecca Sonnenshine pour l'épisode Les Innocents dans The Boys
  - Yahlin Chang pour l'épisode Retrouvailles dans The Handmaid's Tale : La Servante écarlate
  - Dave Filoni pour l'épisode Chapitre 13 : La Jedi dans The Mandalorian
  - Jon Favreau pour l'épisode Chapitre 16 : Le Sauvetage dans The Mandalorian

### Séries comiques

#### Meilleure série comique
- Ted Lasso
  - Black-ish
  - Cobra Kai
  - Emily in Paris
  - Hacks
  - Pen 15
  - The Flight Attendant
  - La Méthode Kominsky

#### Meilleur acteur
- Jason Sudeikis pour le rôle de Ted Lasso dans Ted Lasso
  - Anthony Anderson pour le rôle d'Andre « Dre » Johnson dans Black-ish
  - Michael Douglas pour le rôle de Sandy Kominsky dans La Méthode Kominsky
  - William H. Macy pour le rôle de Frank Gallagher dans Shameless
  - Kenan Thompson pour le rôle de Kenan Williams dans Kenan

#### Meilleure actrice
- Jean Smart pour le rôle de Deborah Vance dans Hacks
  - Aidy Bryant pour le rôle d'Annie Easton dans Shrill
  - Kaley Cuoco pour le rôle de Cassie Bowden dans The Flight Attendant
  - Allison Janney pour le rôle de Bonnie Plunkett dans Mom
  - Tracee Ellis Ross pour le rôle de Rainbow Johnson dans Black-ish

#### Meilleur acteur dans un second rôle
- Brett Goldstein pour le rôle de Roy Kent dans Ted Lasso
  - Carl Clemons-Hopkins pour le rôle de Marcus Vaughan dans Hacks
  - Brendan Hunt pour le rôle de Coach Beard dans Ted Lasso
  - Nick Mohammed pour le rôle de Nathan Shelley dans Ted Lasso
  - Paul Reiser pour le rôle de Martin dans La Méthode Kominsky
  - Jeremy Swift pour le rôle de Higgins dans Ted Lasso
  - Kenan Thompson pour les rôles de multiples personnages dans Saturday Night Live
  - Bowen Yang pour les rôles de multiples personnages dans Saturday Night Live

#### Meilleure actrice dans un second rôle
- Hannah Waddingham pour le rôle de Rebecca Welton dans Ted Lasso
  - Aidy Bryant pour les rôles de multiples personnages dans Saturday Night Live
  - Hannah Einbinder pour le rôle d'Ava Daniels dans Hacks
  - Kate McKinnon pour les rôles de multiples personnages dans Saturday Night Live
  - Rosie Perez pour le rôle de Megan Briscoe dans The Flight Attendant
  - Cecily Strong pour les rôles de multiples personnages dans Saturday Night Live
  - Juno Temple pour le rôle de Keeley Jones dans [Ted Lasso

#### Meilleur acteur invité
- Dave Chappelle en tant que présentateur dans Saturday Night Live
  - Alec Baldwin pour le rôle de Donald Trump dans Saturday Night Live
  - Morgan Freeman dans son propre rôle dans La Méthode Kominsky
  - Daniel Kaluuya en tant que présentateur dans Saturday Night Live
  - Dan Levy en tant que présentateur dans Saturday Night Live

#### Meilleure actrice invitée
- Maya Rudolph en tant que présentatrice dans Saturday Night Live
  - Jane Adams pour le rôle de Nina Daniels dans Hacks
  - Yvette Nicole Brown pour le rôle du juge Harper dans A Black Lady Sketch Show
  - Bernadette Peters pour le rôle de Deb dans Zoey et son incroyable playlist
  - Issa Rae pour le rôle de Jess dans A Black Lady Sketch Show
  - Kristen Wiig en tant que présentatrice dans Saturday Night Live

#### Meilleure réalisation
- Lucia Aniello pour l'épisode pilote de Hacks
  - James Burrows pour l'épisode pilote de B Positive
  - James Widdoes pour l'épisode Scooby-Doo Checks and Salisbury Steak dans Mom
  - Declan Lowney pour l'épisode Une virée mouvementée dans Ted Lasso
  - Zach Braff pour l'épisode Les Biscuits dans Ted Lasso
  - MJ Delaney pour l'épisode L'espoir, c'est mortel dans Ted Lasso
  - Susanna Fogel pour l'épisode "En cas d'urgence" dans The Flight Attendant

#### Meilleur scénario
- Lucia Aniello, Paul W. Downs et Jen Statsky pour l'épisode pilote de Hacks
  - Meredith Scardino pour l'épisode pilote de Girls5eva
  - Maya Erskine pour l'épisode Play dans Pen 15
  - Jason Sudeikis, Bill Lawrence, Brendan Hunt et Joe Kelly pour l'épisode pilote de Ted Lasso
  - Jason Sudeikis, Brendan Hunt et Joe Kelly pour l'épisode Une virée mouvementée dans Ted Lasso
  - Steve Yockey pour l'épisode "En cas d'urgence" dans The Flight Attendant

### Mini-séries et téléfilms

#### Meilleure série limitée
- Le Jeu de la dame
  - I May Destroy You
  - Mare of Easttown
  - The Underground Railroad
  - WandaVision

#### Meilleur téléfilm
- Dolly Parton : C'est Noël chez nous
  - Oslo
  - Robin Roberts Presents: Mahalia
  - Pour l'amour de Sylvie
  - Mon oncle Frank

#### Meilleur acteur
- Ewan McGregor pour le rôle d'Halston dans Halston
  - Paul Bettany pour le rôle de Vision dans WandaVision
  - Hugh Grant pour le rôle de Jonathan Fraser dans The Undoing
  - Lin-Manuel Miranda pour le rôle d'Alexander Hamilton dans Hamilton
  - Leslie Odom Jr. pour le rôle d'Aaron Burr dans Hamilton

#### Meilleure actrice
- Kate Winslet pour le rôle de Mare Sheehan dans Mare of Easttown
  - Cynthia Erivo pour le rôle d'Aretha Franklin dans Genius
  - Elizabeth Olsen pour le rôle de Wanda Maximoff dans WandaVision
  - Anya Taylor-Joy pour le rôle de Beth Harmon dans Le Jeu de la dame

#### Meilleur acteur dans un second rôle
- Evan Peters pour le rôle de l'Inspecteur Colin Zabel dans Mare of Easttown
  - Thomas Brodie-Sangster pour le rôle de Benny Watts dans Le Jeu de la dame
  - Daveed Diggs pour le rôle du Marquis de La Fayette dans Hamilton
  - Paapa Essiedu pour le rôle de Kwame dans I May Destroy You
  - Jonathan Groff pour le rôle du Roi Georges dans Hamilton
  - Anthony Ramos pour le rôle de John Laurens dans Hamilton

#### Meilleure actrice dans un second rôle
- Julianne Nicholson pour le rôle de Lori Ross dans Mare of Easttown
  - Renée Elise Goldsberry pour le rôle d'Angelica Schuyler dans Hamilton
  - Kathryn Hahn pour le rôle d'Agatha Harkness / Agnès dans WandaVision
  - Moses Ingram pour le rôle de Jolene dans Le Jeu de la dame
  - Jean Smart pour le rôle d'Helen dans Mare of Easttown
  - Phillipa Soo pour le rôle d'Eliza Hamilton dans Hamilton

#### Meilleure réalisation
- Scott Frank pour Le Jeu de la dame
  - Thomas Kail pour Hamilton
  - Sam Miller et Michaela Coel pour l'épisode Délivrance de I May Destroy You
  - Sam Miller pour l'épisode Dans les yeux, dans les yeux, dans les yeux, dans les yeux de I May Destroy You
  - Craig Zobel pour Mare of Easttown
  - Barry Jenkins pour The Underground Railroad
  - Matt Shakman pour WandaVision

#### Meilleur scénario
- Michaela Coel pour I May Destroy You
  - Brad Ingelsby pour Mare of Easttown
  - Scott Frank pour Le Jeu de la dame
  - Jac Schaeffer pour l'épisode Filmé devant public de WandaVision
  - Chuck Hayward pour l'épisode Spécial Halloween de WandaVision
  - Laura Donney pour l'épisode Précédemment dans… de WandaVision

#### Meilleure composition musicale pour une série limitée ou d'anthologie, un film ou un programme spécial (partition dramatique originale)
- Oslo – Zoë Keating et Jeff Russo

## Statistiques

### Nominations
| Nombre de nominations | Série                                      |
| --------------------- | ------------------------------------------ |
| 13                    | Ted Lasso                                  |
| 13                    | The Crown                                  |
| 13                    | The Handmaid's Tale : La Servante écarlate |
| 11                    | Saturday Night Live                        |
| 8                     | WandaVision                                |
| 8                     | Hamilton                                   |
| 7                     | Mare Of Easttown                           |
| 7                     | Hacks                                      |
| 7                     | Lovecraft Country                          |
| 7                     | The Mandalorian                            |
| 6                     | I May Destroy You                          |
| 6                     | Le Jeu de la dame                          |
| 5                     | Pose                                       |
| 5                     | The Flight Attendant                       |